# Åbytravet
Åbytravet er en svensk travbane, som ligger i bydelen Åby i Mölndal umiddelbart syd for Göteborg.
Travbanen er Sveriges næststørste med i alt ca. 260 000 besøgende i løbet af de ca. 60 travdage i året. De vigtigste løb er Olympiatravet, Åby Stora Pris og SM (Svenskt Mästerskap). Frem til 1976 var Åby en kombineret trav- og galopbane. 
I dag har Åby to open stretch-spor, hvilket indebærer, at de ekvipager, som ligger bagved den førende i opløbet, får udnyttet to inderspor inden for banegrænsen. Dette øger ekvipagernes chancer for at komme forbi den førende, og giver derfor opløbet en mere åben slutning.
Åbytravet har mange ungdomstilbud, der møder stor tilslutning.